# Lopidium pennaeforme
Lopidium pennaeforme là một loài Rêu trong họ Hookeriaceae. Loài này được (Thunb. ex Brid.) M. Fleisch. mô tả khoa học đầu tiên năm 1908.